# Ковалів Пантелеймон Кіндратович
Ковалів Пантелеймон Кіндратович (9 (21) березня 1898, с. Браїлів, тепер смт Жмеринського району Вінницької області — 15 листопада 1973, Нью-Йорк) — український мовознавець у США, доктор філософії з 1949, дійсний член НТШ у США з 1949. Батько Бориса Пантелеймоновича Коваліва.

## Життєпис
Закінчив 1922 року філологічний факультет Київського інституту народної освіти.
У 1927–1930 роках працював у Семінарі вищого типу професорів Є. Тимченка та М. Грунського при цьому інституті. До 1941 року викладав у Київському університеті та Київському педагогічному інституті (курси сучасних української та російської мов, історії цих мов, порівняльного мовознавства).
1944 року виїхав до Німеччини, жив у Мюнхені. З 1949 року — у США (Вашингтон).
У 1946–1951 роках був доцентом Богословської академії УАПЦ. Голова комісії мови Філологічної секції цієї установи з 1953 року, голова Української секції Американської асоціації викладачів слов'янських і східноєвропейських мов з 1949 року, член американської Асоціації сучасних мов з 1956 року, «Товариства плекання рідної мови» з 1964 року.

### Наукова діяльність
Досліджував історію, фонетику та граматику української мови:
- монографії:
  - «Історія форм української мови», 1931;
  - «Нариси з історії української мови», 1941 — обидві разом з М. Грунським,
  - «Історія української мови», 1949;
  - «Основи формування української мови», 1959,

Вивчав історію давньої літературної мови, монографії:
- «Молитовник-служебник, пам'ятка XIV ст.», 1960;
- «Лексичний фонд літературної мови київського періоду», т. 1—2, 1962—1964,

Досліджував словотвір (розвідка «Певні характеристики словоскладу в українській мові», 1969).
Автор праць із зіставного слов'янського мовознавства («Українська мова та її становище серед інших слов'янських мов», 1954; «Слов'янські фонеми, походження і історичний розвиток», 1965; «Проблема слов'янського консонантизму», 1971), дослідження «Здобутки з українського мовознавства на еміграції» (1969), численних статей з культури української мови, українського наголосу, правопису, проблем співвідношення понять «літературна мова» і «національна мова», взаємодії літературної мови і діалектів.
Писав підручники української мови.

## Видання
- Ковалів П. Українська літературна вимова і правопис [Архівовано 19 Січня 2021 у Wayback Machine.]. Мюнхен : б. в., 1946. 37, 1 с.
- Ковалів П. Мистецтво слова [Архівовано 23 Січня 2021 у Wayback Machine.]: посіб. для акторів, декламаторів, дикторів, членів драмат. студій, педагогів, письменників, поетів, промовців, проповідників, співаків, студентів, учнів серед. шк. і всіх, хто вивчає живе слово й рідну мову / проф. П. Ковалів – Борис Ковалів. Париж; Мюнхен : Громада, 1948. 111 с. : іл., табл.
- Ковалів П. Вступ до історії східнословянських мов [Архівовано 19 Лютого 2022 у Wayback Machine.]. Нью-Йорк : Наукове Товариство ім. Шевченка, 1970. 160 с.
- Український правопис = Ukrainian Orthography [Архівовано 20 Лютого 2020 у Wayback Machine.] / Пантелеймон Ковалів; Ін-т укр. мови. 2-ге вид. Нью-Йорк : [б.в.], 1977. 96 c. (Альтернативне посилання [Архівовано 12 Серпня 2020 у Wayback Machine.])